# Elecciones generales de Tailandia de 2014
Las elecciones parlamentarias de 2014 tuvieron lugar en Tailandia el 2 de febrero de ese año. En el marco de las protestas por la corrupción del gobierno.

## Contexto político
Las elecciones se celebraron después de que la 28.ª primera ministra, Yingluck Shinawatra, preguntase al rey Bhumibol Adulyadej sobre la disolución del Parlamento, tras la grave crisis política vivida en Tailandia durante un año en esas fechas.
Esta pregunta la hizo tras hacer una declaración de intenciones por televisión. Esta declaración derivó de la protesta de la oposición parlamentaria a un proyecto gubernamental sobre amnistía. La oposición alegó que ese proyecto solo era una tapadera para traer de vuelta al ex primer ministro, Thaksin Shinawatra (quien se encuentra en un exilio voluntario por ser acusado de abuso de poder). Yingluck, ante las masivas denuncias de la oposición informó de su intención de dejar decidir al pueblo lo que querían que hiciese el gobierno.

En esta etapa, cuando hay muchas personas que se oponen al gobierno de muchos grupos, la mejor manera es devolver el poder al pueblo tailandés y celebrar una elección, por lo que el pueblo tailandés decidirá.
28ª Primera Ministra de Tailandia, Yingluck Shinawatra, 9 de diciembre de 2013

## Jornada electoral
Los tailandeses que se encuentran en el extranjero fueron los primeros en votar, haciéndolo el 26 de enero, se calcula que se emitieron unos 2 millones de votos de tailandeses que se encuentran en esa situación.
En el país, se votó el 2 de febrero con un fuerte despliegue policial que garantizase el normal funcionamiento del proceso electoral, según fuentes gubernamentales se desplegaron 13 000 efectivos en todo el país y otros 12 000 en Bangkok. Según los representantes policiales, las votaciones se hicieron sin ningún contratiempo, a excepción de 42 distritos electorales epartidos entre el Sur del país y la capital.

## Resultados
El 2 de febrero la Comisión Electoral dijo informó que la participación electoral en las provincias donde se realizó de forma pacífica fue del 47,72%, dentro de este porcentaje se contabilizaron 71,38% de votos válidos. Dos días después, el Partido Demócrata envió una solicitud a la Corte Constitucional para invalidar la votación por muchas regularidades denunciadas, como el cierre de muchas urnas para las 15:00 horas.
A día de hoy todavía se está debatiendo la legalidad y la legitimidad de estas elecciones, aunque el partido del gobierno, el Puea Thai, ha manifestado que las denuncias del Partido Demócrata revelan su intención de querer derrocar al gobierno legítimo, rompiendo las bases de la democracia.
En Tailandia se ha estado preparando las elecciones al Senado con relativa normalidad, muy al margen de la discusión sobre las generales.